# Садовий бульвар (пам'ятка природи)
Садо́вий бульва́р — ботанічна пам'ятка природи місцевого значення в Україні. Розташована в межах міста Шостка Сумської області, на вулиці Садовий бульвар. 

## Опис
Площа 1,97 га. Статус присвоєно згідно з рішенням облради від 22.02.2019 року. Перебуває у віданні: Шосткинська міська рада. 
Статус присвоєно для збереження старої липової алеї, що є місцем відпочинку мешканців міста.

## Галерея

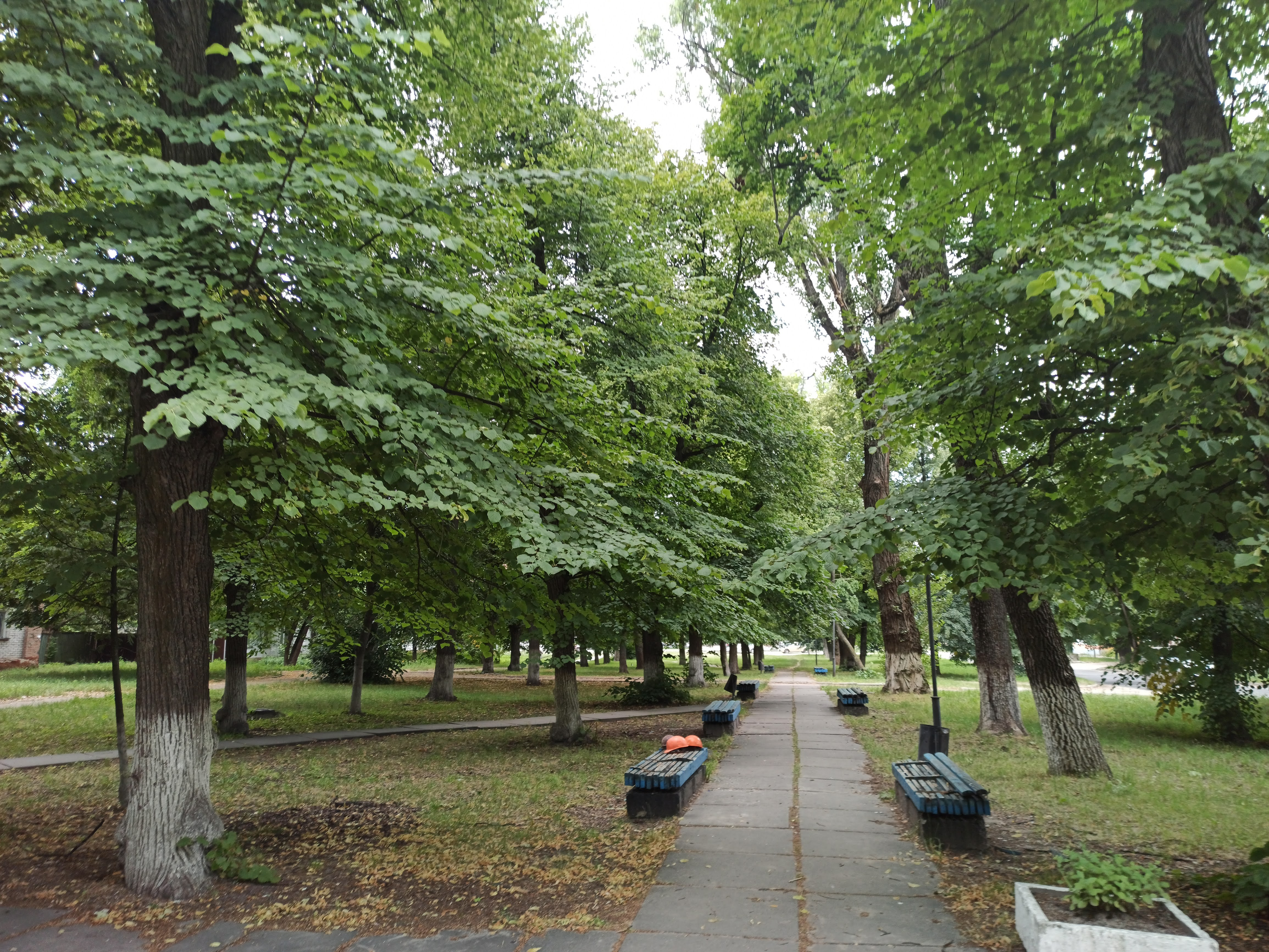
Загальний вигляд
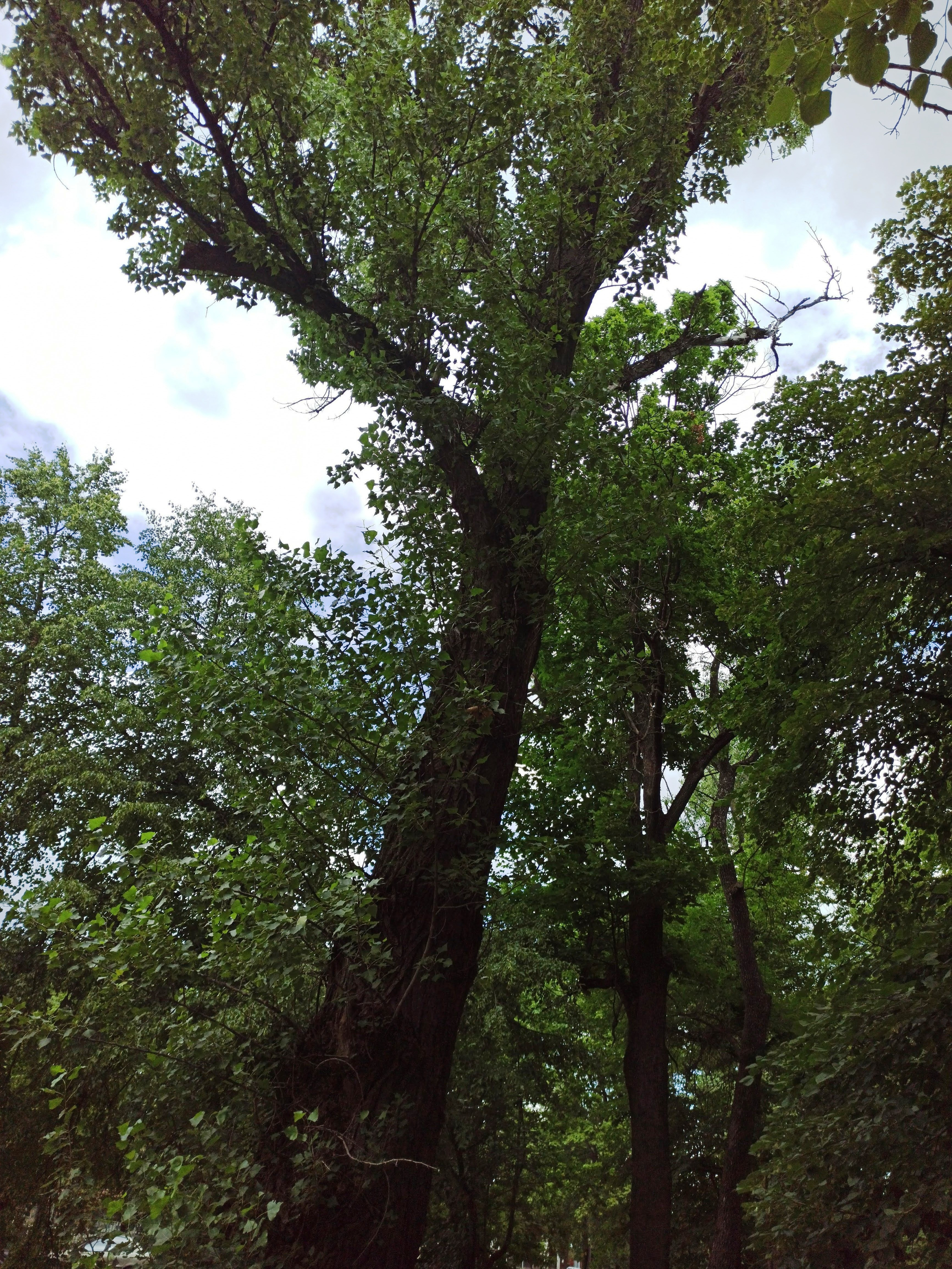
Стара тополя
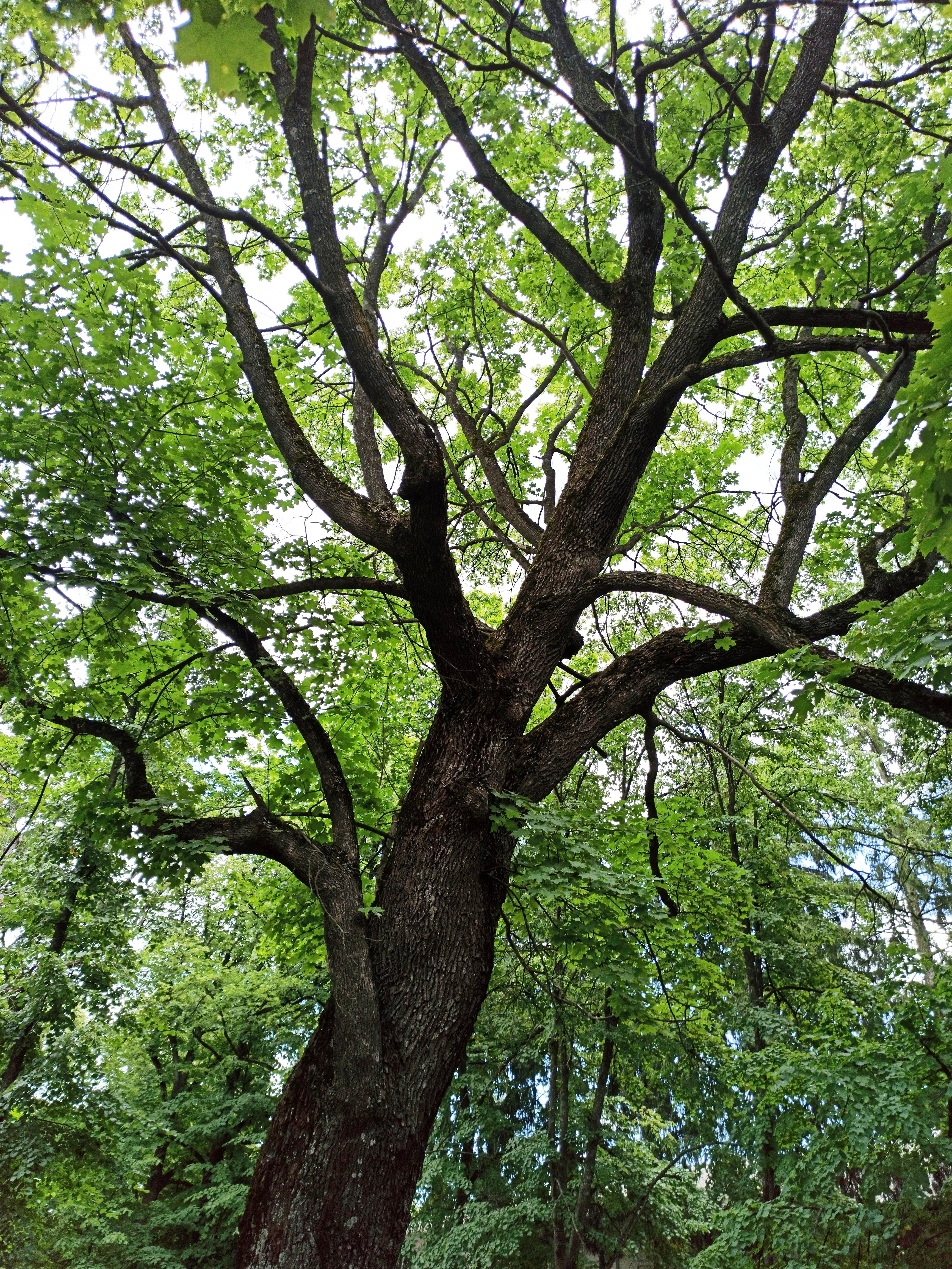
Старий клен
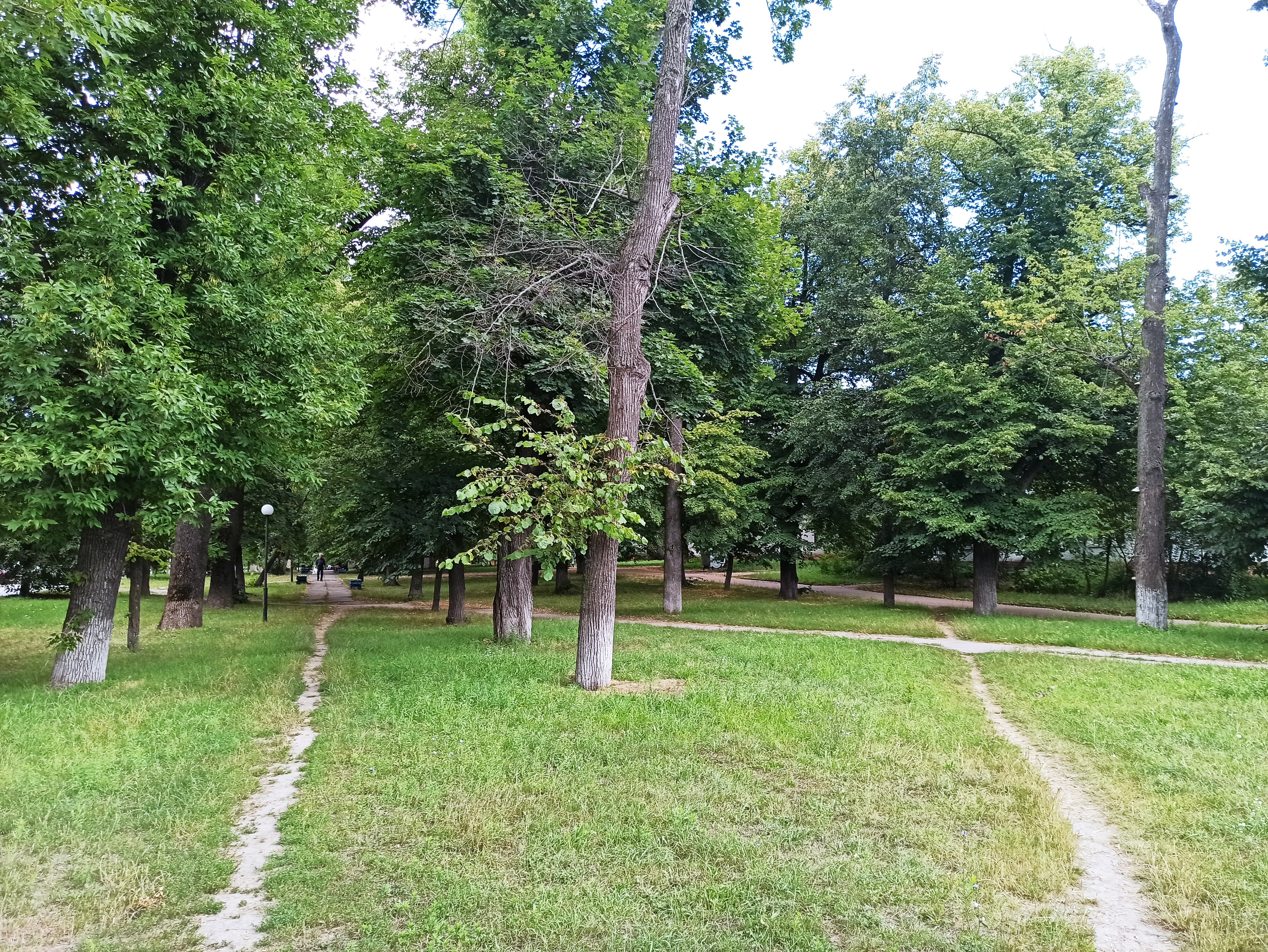
Залишки липової алеї